# Herrn Josefs letzte Liebe
Herrn Josefs letzte Liebe ist ein Filmdrama mit Hans Moser aus dem Jahr 1959. Moser war auch am Drehbuch beteiligt.

## Handlung
Der siebzigjährige Diener Josef, der sein ganzes Leben lang im Haus der wohlhabenden Bankiersfamilie Türkheim diente, führt ein anspruchsloses, von täglicher Routine geprägtes Leben. Der tägliche Spaziergang zu seinem Lieblingsgasthof und die liebevollen Sticheleien mit dem Ober sind die einzige Abwechslung in seinem Leben.
Eines Tages läuft Josef bei seinem Spaziergang ein Hund zu, der von einer Bande Halbstarker gequält wird und von da an an seiner Seite bleibt. Josef versteckt den Hund in seinem Quartier im Haus der Türkheims, bis dieser von der Schwester Gusti des Hausherrn entdeckt wird. Da diese in ihrer Verbitterung dem Diener Josef die Schuld daran gibt, eine alte Jungfer zu sein, besteht sie darauf, den Hund aus dem Haus zu entfernen. Der Hausherr, der Angst vor Hunden hat, stimmt nach anfänglichem Zögern seiner Schwester zu.
Herr Josef gibt schweren Herzens seinen Hund an eine alte Dame ab und verspricht, ihn zumindest jeden Sonntag zu besuchen. Als der Hund von dort jedoch ausreißt und noch am selben Abend wieder zu ihm zurückkehrt, wird Josef erneut bei seinem Hausherrn – dem er auf den Tag genau fünf Jahrzehnte diente – vorstellig, um doch noch den Hund behalten zu dürfen. Als ihm das abgeschlagen und stattdessen angeraten wird, das Tier in ein Heim für herrenlosen Hunde zu bringen, verlässt er enttäuscht den Raum – „Sie haben mir die Treue gekündigt, der Hund würde das niemals tun“.
Der alte Diener sieht keinen Sinn mehr in seinem Leben und bittet die Hausmeistertochter, seinen Hund in dem Heim für herrenlose Tiere abzugeben. Sobald sie sich auf den Weg gemacht hat, dreht Herr Josef in seinem Quartier die Gashähne auf und fängt einen Brief an den Bankier Türkheim an, in dem er ihn um Verzeihung für seinen Suizid bitten will. Bald benommen vom Gas, wird er ohnmächtig und hört eine göttliche Stimme, die ihm mitteilt, dass er noch nicht gerufen sei und ein gutes Leben haben werde. Zeitgleich reißt Herr Josefs Hund bei der Übergabe im trostlos wirkenden Tierheim aus und rennt bellend direkt vor die Wohnungstür des Dieners, woraufhin der Hausmeister und andere die Tür aufbrechen, das Gas abdrehen und den Diener noch retten können.
Im Finale erfährt der Bankier erschüttert von der Tochter des Hausmeisters – die er liebt und heiraten möchte – von dem Vorfall, erlaubt Josef, den Hund im Haus zu behalten und kündigt seiner Schwester nicht nur die Heirat an, sondern legt ihr auch nahe, das Haus zu verlassen und nach Salzburg zu ziehen. Die letzte Szene zeigt einen glücklichen Diener mit seinem zufriedenen Hund im Park.

## Hintergrund
Nach Das Gäßchen zum Paradies (1936) ist Herrn Josefs letzte Liebe der zweite Film mit Hans Moser, in dem sich die Handlung um einen Hund dreht. Moser, der ein großer Hundefreund war, schrieb selbst am Drehbuch mit, was diesem Film eine persönliche Note des Schauspielers verleiht und neben der schauspielerischen Leistung dafür sorgt, dem Film in Mosers Karriere eine herausragende Stellung zu verleihen.
Allerdings musste das Buch zum großen Leidwesen von Loos und Moser dreimal umgeschrieben werden. Schönbrunn-Film: „Der Moser allein zieht nicht mehr, wir brauchen ein Liebespaar.“ Dieses Liebespaar besteht aus der Tochter des Hausmeisters und Herrn Türkheim. Auch der Selbstmord, den der Diener Josef ursprünglich begehen sollte, wurde im katholischen Österreich nicht genehmigt.

## Kritiken
Der Komödiant Moser konnte auch bei diesem Film nicht völlig über seinen Schatten springen, und so findet sich vor allem in den Dialogen mit dem Kabarettisten Ernst Waldbrunn der eine oder andere Lacher.
Die Kritiken zu Herrn Josefs letzte Liebe waren sehr zwiespältig. Während einerseits das schauspielerische Können Mosers gelobt und der Tiefgang der Handlung gewürdigt wurde, wurde andererseits der Film als „zu sentimental“, „zu ernst“ und als „langweilig“ bewertet.

„Hans Moser trägt durch sein Eingehen auf den Ton des Wiener Gemütsstückes das meiste zu dem ansonsten mäßigen Unterhaltungsfilm voller Sentimentalitäten bei.“

## Weiteres
Wie im 20 Jahre zuvor entstandenen Hans-Moser-Film Burgtheater spielt die bekannte Melodie Sag beim Abschied leise Servus von Peter Kreuder, die in unterschiedlicher Instrumentation immer wieder anklingt, eine musikalische Hauptrolle.